# Псков (аэропорт)
Международный аэропорт Псков имени княгини Ольги — международный аэропорт федерального значения в городе Пскове.
Аэродром совместного базирования (распоряжение Правительства РФ от 10 августа 2007 № 1034-р), находящийся в ведении Министерства обороны РФ. На аэродроме дислоцирован 334-й военно-транспортный Берлинский краснознамённый авиационный полк (334-й ВТАП 61-й Воздушной армии Верховного главнокомандования), вооружённый самолётами Ил-76.

## История
Аэродром Кресты построен в 1930-е годы как место базирования авиации Ленинградского военного округа. На нём располагались авиачасти, ремонтные подразделения, части материально-технического снабжения. В 1940 году на аэродроме сформирован 158-й истребительный авиационный полк ПВО. Лётчики этого полка, младшие лейтенанты П. Т. Харитонов, С. И. Здоровцев и М. П. Жуков были первыми во время Великой Отечественной войны авиаторами, удостоенными звания Герой Советского Союза. Здесь же располагалась 201-я стационарная авиационная ремонтная мастерская, куда были переданы для ремонта самолёты, получившие повреждения.
С июля 1941 года, во время гитлеровской оккупации аэродром Кресты (Pleskau-Süd) активно использовался Люфтваффе как тыловой аэродром снабжения немецко-фашистских войск. Из Крестов обеспечивалось снабжение попавших в окружение в «Демянском котле» близ Холма войск Вермахта.

Рейсы Аэрофлота из Пскова на самолётах Ан-2 в 1965—1990 годах

В 1944 году, после освобождения Псковщины, аэродром использовался Красной армией, а после войны — «Аэрофлотом» для местных воздушных сообщений с городами и сёлами Ленинградской, Псковской, Новгородской, Великолукской областей, с Москвой и Ленинградом. Позднее стали осуществляться рейсы в города соседних Белорусской, Латвийской и Эстонской ССР — Витебск, Минск, Ригу, Тарту, а также дальние рейсы в Киев, Харьков, Симферополь, Кировск и другие города СССР. В 1975 году построены новое здание аэровокзала и другие производственные сооружения.
В 1990-х годах использование аэропорта для регулярных гражданских перевозок практически прекратилось, причиной этому послужили сложная экономическая ситуация в стране, закрытие всех малых аэропортов области (кроме Великих Лук) и несоответствующее нормам безопасности состояние аэродрома. В конце 1994 года аэропорт начал обслуживать международные рейсы.
В 2002 году несколько месяцев рейсы в Москву выполняла авиакомпания «Евразия» на самолёте Як-40. В 2006 году попытки организовать выполнение регулярных рейсов по маршруту Москва — Псков — Москва предпринимала авиакомпания «Выборг».
В 2006 году было выполнено удлинение взлётно-посадочной полосы аэродрома с 2000 до 2514 метров, установлено светосигнальное оборудование, удовлетворяющее международным требованиям, создан современный топливозаправочный комплекс, в основном решены вопросы обслуживания пассажиров, улучшено метеорологическое обеспечение полётов.
После принятия в начале 2007 года областной целевой программы «Развитие авиационных услуг в Псковской области на 2007—2009 годы», администрация области предоставляет субсидии авиакомпаниям, выполняющим регулярные пассажирские перевозки между Москвой и Псковом.
17 августа 2021 года псковский аэропорт перевёз рекордное количество пассажиров — почти 700 человек. Это самый большой показатель за историю аэропорта, в Пскове впервые успешно приземлился Airbus А320 авиакомпании S7 рейс Симферополь — Псков.
1 апреля 2022 года распоряжением Правительства Российской Федерации № 733-р «Международный аэропорт Псков (Кресты)» переименован в «Международный аэропорт Псков» в соответствии с федеральным законом «О наименованиях географических объектов».
29 августа 2023 года, на фоне вторжения России на Украину, около 23:30 по местному времени на авиабазе раздался ряд взрывов. В результате четыре российских военно-транспортных самолёта Ил-76 из 334-го военно-транспортного полка были серьёзно повреждены. Спутниковые снимки зафиксировали два самолёта Ил-76, полностью сгоревших в результате атаки БПЛА.

## Авиакомпании
Авиакомпании, выполнявшие регулярные пассажирские перевозки из псковского аэропорта в Москву:
- «Выборг» — июнь — июль 2007 (на Ил-114);
- «Саратовские авиалинии» — август — октябрь 2007 (на Як-40);
- «ЮТэйр» — октябрь 2007 — февраль 2008 (на Ан-24);
- «Атлант-Союз» — февраль 2008 — март 2009 (на Embraer-120);
- «Псковавиа» — декабрь 2010 — сентябрь 2017 (на Ан-24);
- «Азимут» (на SSJ-100)[12];
- «РусЛайн» (на CRJ-100);
- «S7 Airlines» (на Airbus A320);
- «Red Wings» (на SSJ-100);
- «Nordwind Airlines» (на Embraer 190).

С 1 августа 2013 года авиакомпания Псковавиа начала выполнять регулярные полёты по направлению Псков — Санкт-Петербург (Пулково), но 15 марта 2019 года в связи с аннулированием сертификата эксплуатанта все рейсы этой авиакомпании прекращены.
В 2016—2018 годах Саратовские авиалинии осуществляли рейсы в Симферополь на самолёте Як-42, но в связи с окончанием действия сертификата эксплуатанта рейсы были приостановлены.
В 2020 году были запущены рейсы авиакомпании СКОЛ на самолёте L-410 в Калининград, однако в связи с нестабильным финансовым положением авиакомпании субсидируемые рейсы в Храброво с 2021 года были переданы Red Wings.

## Принимаемые типыВС
Ил-18, Ан-12, Ан-24, Ан-26, Ан-28, Ан-148, Ил-114, Л-410, Ту-134, Як-40, Як-42, Airbus A319, Airbus A320, Boeing 737, Embraer EMB-120, Embraer E-190, Fokker-50, Saab 2000, Sukhoi Superjet 100 и более лёгкие, вертолёты всех типов.

## Характеристика

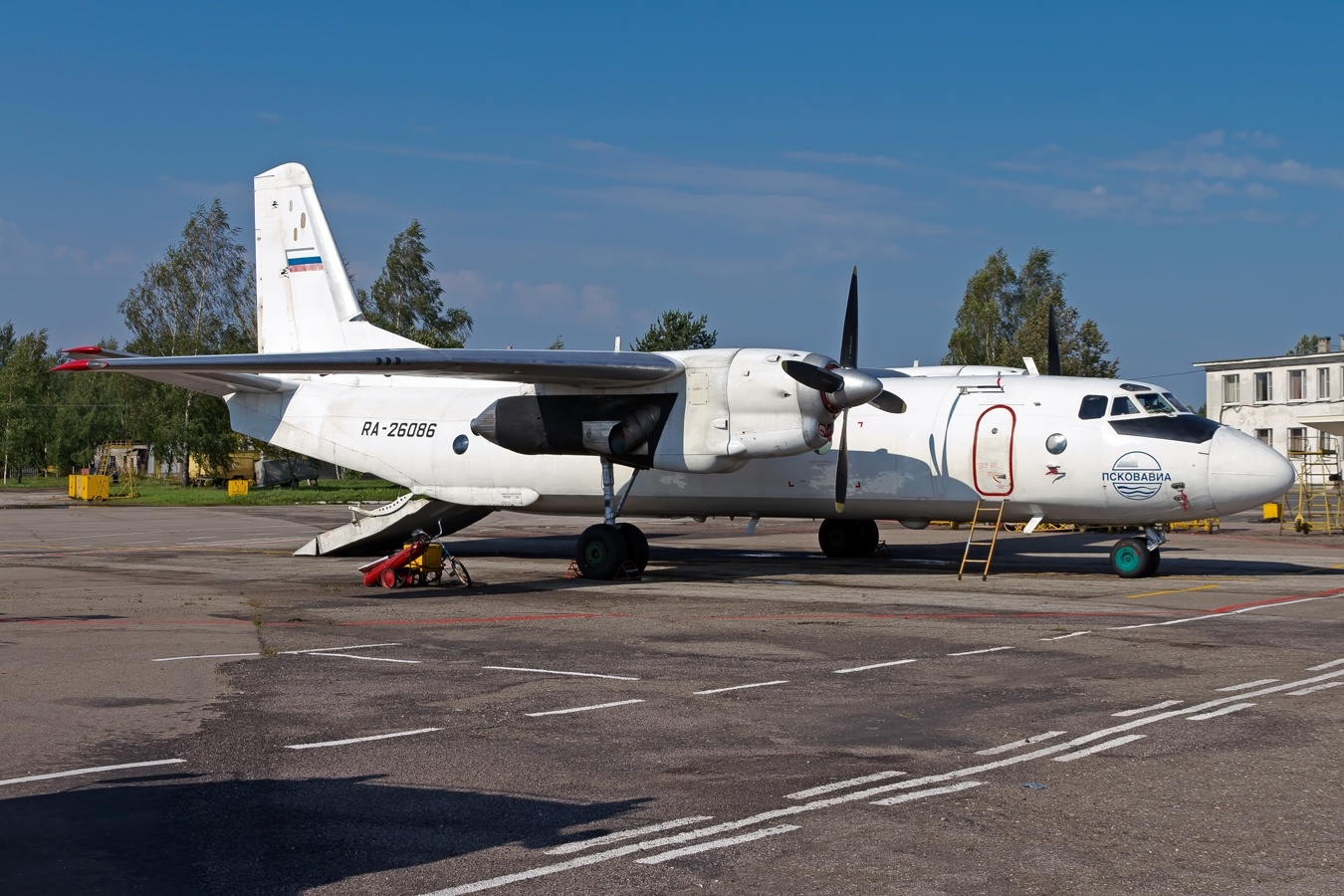
Ан-26 в аэропорту Псков

Вне регламента обеспечивается приём и выпуск воздушных судов ОАО «Псковавиа». Приём и выпуск воздушных судов других авиакомпаний вне регламента, в субботу, воскресенье и праздничные дни осуществляется по предварительному согласованию.
В настоящее время терминал аэропорта Псков может обслуживать до 150 пассажиров / час.
- Превышение аэропорта: 47 м
- Контрольная точка аэропорта: N5747 Е02823
- Общее количество ВПП: 1
- Длина/ширина ВПП 19/01 2514×44
- Покрытие ВПП: бетон PCN 70/R/B/W/T
- Оборудование системы посадки: ОСП
- Светосигнальное оборудование: ОМИ типа «Светлячок»
- Часы работы ATC: согласно регламенту аэропорта
- Часы работы MET: согласно регламенту аэропорта
- Часы работы AIS: согласно регламенту аэропорта
- Регулярная сводка погоды: согласно регламенту аэропорта
- Ближайший город, расстояние: в черте города Пскова
- Система управления рулением: Follow-me или по указанию диспетчера
- Принимаемые воздушные суда: ВС 2, 3, 4 класса и вертолёты всех типов
- Транслитерация: Pskov
- Управление: Северо-Западное МТУ ВТ Росавиации
- Статус аэропорта: международный
- РЦ УВД (FIR): УЛОЛ КТА: N5747 Е02823 +8° +47 м

## Показатели деятельности
Данные из запроса в Викиданные.
| год             | 2014 | 2015 | 2016 | 2017  | 2019 | 2020 | 2021 | 2022 | 2023  | 2024 |
| тыс. пассажиров | 9,57 | 12,3 | 12,4 | 4,142 | 40,0 | 45,4 | 107  | 110  | 152,5 | 165  |
| Источники:      |      |      |      |       |      |      |      |      |       |      |

## Маршрутная сеть

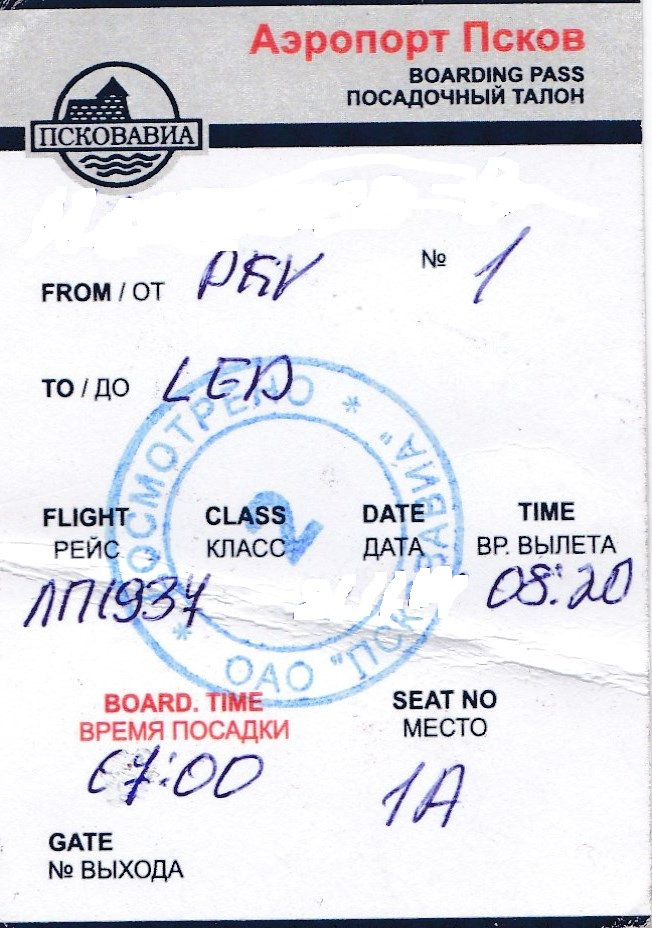
Посадочный талон аэропорта «Псков»

| Логотип | Авиакомпания | Пункты назначения                                                             | Тип ВС              |
| ------- | ------------ | ----------------------------------------------------------------------------- | ------------------- |
|         | Азимут       | Москва (Внуково) (ежедневно), Сочи (вт, ср, сб, вс), Калининград (ср, сб, вс) | Sukhoi Superjet 100 |

## Транспортное сообщение с районами города
- На автомобиле из центра до аэропорта — около 10 минут в зависимости от ситуации на дорогах.
- На общественном транспорте можно добраться автобусами:

№ 4 — Рокоссовского — Учхоз (заезд в Аэропорт) 
 № 9 — Вокзал — Белый мох — Подборовье 
 № 12 — Вокзал — Псковкирпич 
 № 50 — площадь Ленина — Военный городок
Ехать до остановки Морозовская ветка, перейти железнодорожные пути и пройти по улице Германа 8—10 минут.
№ 53 — площадь Ленина — Аэропорт.

## Происшествия
- 3 июня 1969 года. Ан-12, борт ВВС, 334 втап. Столкнулся лоб в лоб с другим Ан-12 на подлёте к аэродрому, ошибка служб УВД. Весь экипаж погиб.
- 1 октября 1969 года. Ан-12, борт ВВС. В сложных метеоусловиях догнал другой Ан-12, у которого был ведомым, и столкнулся с его хвостовым оперением. Кабина пилотов была разрушена, после чего самолёт рухнул вниз. В живых остался второй пилот, который выпрыгнул с парашютом.
- 8 июля 1993 года. Ил-76, борт RA-86039. Взрыв снарядов и пожар в кабине стрелка, разрушение кормовой части. Экипаж самолёта погиб. На месте падения в лесном массиве рядом с микрорайоном Любятово, как памятник, была оставлена хвостовая часть самолёта (киль и стабилизаторы). На куске крыла прикреплена памятная доска и фотографии членов экипажа. Останки членов экипажа захоронены на Орлецовском кладбище Пскова.